# Son amores
Son amores es una telenovela argentina producida por Pol-ka Producciones y emitida por Canal 13 desde 2002 hasta 2003. Es protagonizada por Miguel Ángel Rodríguez, Nicolás Cabré, Mariano Martínez y Florencia Bertotti. Coprotagonizada por Gabriela Toscano, Marcela Kloosterboer, Laura Azcurra, Jazmín Stuart, Agustina Cherri, Luis Machín, Claudia Fontán, Facundo Espinosa y Nicolás Vázquez. Antagonizada por Mario Pasik, Carla Peterson y Manuel Vicente. También, contó con las actuaciones especiales de Berugo Carámbula y Norberto Díaz. Y las participaciones de Reina Reech como actriz invitada y Millie Stegman como protagonista invitada.
La telenovela fue un éxito llegando a liderar los niveles de audiencia del país en el prime time, quitándole el primer lugar a El Show de Videomatch después de 12 años de liderazgo.
Es la telenovela más premiada de Pol-ka Producciones con 6 Premios Martín Fierro, 5 Premios Clarín y un premio INTE a la mejor Telecomedia Iberoamericana del Año.
La primera temporada cuenta con 245 episodios.

## Argumento
Es la historia de Roberto Sánchez (Miguel Ángel Rodríguez), un hombre solitario, que cree haber nacido para convivir con nadie. Árbitro de fútbol, se ve obsesionado por las normas en la vida, como por el reglamento del juego. Cuando comienza la historia su transcurrir por este mundo comienza a cambiar. Su pareja lo abandona, y cuando se cree nuevamente solo lo invade la presencia de sus sobrinos.
Porque esta también es la historia de Pablo (Nicolás Cabré) y Martin (Mariano Martínez), los dos hijos de la hermana de Sánchez que vienen de un pueblito del interior, y llegan a instalarse en casa de su tío con la meta de probar suerte y triunfar en el fútbol, jugando en la primera de All Boys. Poco tiempo después se suma a la presencia de los dos muchachos la hermana menor, Valeria (Florencia Bertotti) que no soporta más la vida pueblerina.
Acostumbrarse a un estilo de convivencia bullanguero, caótico para un hombre rígido es todo un problema. Esto es lo que le propone la vida con la llegada de los sobrinos y poco a poco aprenderá a pilotearlo.
También es la historia de Lola (Millie Stegman), una mujer que resulta estar escondida en dos formas de ser. Por un lado es una eficiente profesional. Trabaja como partera con un obstetra estrella, y sabe cómo favorecer el buen llegar de una nueva vida a este mundo. Por el otro resulta ser la joya más preciada de su marido (Mario Pasik), un hombre que aún amándola mantiene cierto egoísmo que ella en un principio no llega a percibir.
Halagada, atendida y creyéndose enamorada, arranca la historia cumpliendo sus treinta años en medio de una crisis que no llega a comprender. Su reloj biológico le está marcando satisfacer algunas necesidades que poco a poco irá descubriendo. Y un mundo diferente se abrirá ante sus ojos cuando se tope frente a frente y se enamore de aquel ermitaño que como ella y sus sobrinos está aprendiendo una nueva manera de vivir.

## Personajes

### Elenco estable
| Actor                  | Personaje               | Temporadas | Temporadas |
| Actor                  | Personaje               | 1°         | 2°         |
| ---------------------- | ----------------------- | ---------- | ---------- |
| Miguel Ángel Rodríguez | Roberto Sánchez         | Principal  | Principal  |
| Nicolás Cabré          | Pablo Marquesi          | Principal  | Principal  |
| Mariano Martínez       | Martín Marquesi         | Principal  | Principal  |
| Agustina Cherri        | Ana "Anita" Robles      |            | Principal  |
| Mario Pasik            | Guillermo Carmona       | Principal  | Principal  |
| Florencia Bertotti     | Valeria Marquesi        | Principal  | Principal  |
| Millie Stegman         | Dolores "Lola" Montero  | Principal  | Invitada   |
| Gabriela Toscano       | Graciela "Chela" Rigolé |            | Principal  |
| Marcela Kloosterboer   | María Cristina Saluci   | Principal  | Principal  |
| Laura Azcurra          | Candela Carmona         | Principal  |            |
| Jazmín Stuart          | Laura Sánchez           |            | Principal  |
| Reina Reech            | Mercedes "Michi"        | Principal  |            |
| Luis Machín            | Beluchi                 | Principal  | Principal  |
| Claudia Fontán         | Carmen Fontana          | Principal  | Principal  |
| Carla Peterson         | Brigitte Monti          | Principal  | Principal  |
| Facundo Espinosa       | Coco                    | Principal  | Principal  |
| Nicolás Vázquez        | Patricio "Pato" Guillán | Principal  | Principal  |
| Nacho Gadano           | Rafael "Rafa" Sáenz     | Recurrente |            |
| Beatriz Dellacasa      | Nené                    | Recurrente |            |
| Marcelo de Bellis      | Garabito                | Recurrente | Recurrente |
| Jimena Barón           | Lila                    | Invitada   | Recurrente |
| Norberto Díaz          | Osvaldo Rigolé          |            | Recurrente |
| Manuel Vicente         | Héctor Monti            | Invitado   | Recurrente |
| Atilio Pozzobón        | Aldo                    | Recurrente | Recurrente |
| Martín Orecchio        | Dardo                   | Recurrente | Recurrente |
| Lola Berthet           | Rita                    | Recurrente |            |
| Berugo Carámbula       | Wilson                  | Recurrente | Recurrente |

### Personajes recurrentes
| Actor                 | Personaje                 | Temp. |
| --------------------- | ------------------------- | ----- |
| Cony Vera             | Liliana Sánchez           | 1, 2  |
| Isabel Macedo         | Inés Madrigal             | 2     |
| María Laura Topa      | Marisa                    | 1, 2  |
| Milton de la Canal    | Tomás                     | 2     |
| Andrea Politti        | Carina                    | 1     |
| Diego Treu            | Josecito                  | 1     |
| Mariana Arias         | Alejandra                 | 1     |
| Ananda Bredice        | Panchita                  | 2     |
| Melina Petriella      | Gaby                      | 2     |
| Adrián "Facha" Martel | Tripodi                   | 1, 2  |
| Analía Malvido        | Mujer de Rafa             | 1     |
| Sabrina Carballo      | Erika                     | 1     |
| Juan West             | Gallito                   | 2     |
| Andrea Frigerio       | Cristina Carmona / Nadine | 2     |
| Alejandra Darín       | Helena                    | 1     |
| Santiago Ríos         | Mordisco                  | 1, 2  |
| Malena Luchetti       | Jessi                     | 1     |
| Daniela Cordero       | Anabella                  | 2     |
| Ana Acosta            | Magnolia                  | 1, 2  |
| Esteban Prol          | Mateo                     | 2     |
| Ariel Navarro         | David                     | 1, 2  |
| Mercedes Funes        | Rocío                     | 1     |
| Patricia Castell      | Delia                     | 1, 2  |
| Mirta Wons            | Zully                     | 1, 2  |
| Roberto Antier        | Jota Jota                 | 2     |
| Jorge Noya            | Cobaccio                  | 1, 2  |
| Sebastián Pajoni      | Filippo                   | 1     |
| Juan Minujín          | Mauro                     | 2     |
| Walter Quiroz         | César                     | 2     |
| Mario Moscoso         |                           | 1, 2  |
| Sebastián Kirzner     | Felipe                    | 2     |
| Catarina Spinetta     | Álex                      | 2     |
| Leandro López         | Hernán                    | 1     |
| Juanma Muñoz          | Rulo                      | 1, 2  |
| China Zorrilla        | Margarita                 | 2     |

### Participaciones
| Actor                         | Personaje         | Temp.           |
| ----------------------------- | ----------------- | --------------- |
| Celina Zambón                 | Vecina            | 1               |
| Fabián Arenillas              | Marcos            | 1               |
| Arturo Goetz                  |                   | 1               |
| Luciano Castro                | Omar              | 1               |
| María Eugenia Ritó            | Silvina           | 1               |
| Marcelo Cosentino             | Andy              | 1               |
| Karina Jelinek                | Rosaura           | 1               |
| Sabrina Garciarena            | Elizabeth         | 1               |
| Jorgelina Aruzzi              | Fan de Rey Sol    | 1               |
| Miguel Habud                  | Mike              | 1               |
| Adrián Navarro                |                   | 1               |
| Flavia Palmiero               | Moni              | 1               |
| Luciano Cáceres               | Novio de Laura    | 2               |
| Agustina Lecouna              | Modelo            | 2               |
| Daniel Miglioranza            | Papá de Tomás     | 2               |
| Luis Luque                    |                   | 2               |
| Laura Fidalgo                 |                   | 2               |
| Georgina Barbarrossa          | Gloria            | 2               |
| Coraje Ábalos                 | Edu               | 2               |
| Willy Van Brook               |                   | 2               |
| Verónica Lozano               | Eva               | 2               |
| Isabel Macedo                 | Inés              | 2               |
| Victoria Onetto               | Natalia           | 2               |
| Víctor Hugo Carrizo           | Púa               | 2               |
| Ariel Canale                  | Michael           | 2               |
| Lydia Lamaison                | Julia             | 2               |
| Peto Menahem                  | Faraón            | 2               |
| Pompeyo Audivert (dramaturgo) | Arthur Porccheli  | 2               |
| Guido Gorgatti                |                   | 2               |
| María Fiorentino              | Mamá de Anita     | 2               |
| Úrsula Vargues                | Sandra            | 2               |
| Sandra Smith                  | La Sultana        | 2               |
| Irene Goldszer                | Sofía             | 2               |
| Miguel del Sel                | El Iguana Maidana | 2               |
| Belén Estévez                 | bailarina         | 1 \|\| - \|\| - |

### Cameos
| Persona                        | Temp. |
| ------------------------------ | ----- |
| Los Nocheros                   | 1     |
| Los Pibes Chorros              | 1     |
| Mirtha Legrand                 | 1     |
| Marcelo Tinelli                | 1     |
| Adrián Suar                    | 1, 2  |
| Bandana                        | 1     |
| Gamberro                       | 1     |
| Guillermo Cóppola              | 2     |
| Piñón Fijo                     | 2     |
| Mario Pergolini                | 2     |
| Luis Rubio (como Éber Ludueña) | 2     |
| Claribel Medina                | 2     |
| Susana Giménez                 | 2     |
| Anamá Ferreyra                 | 2     |

## Temporadas
| Temporada | Temporada | Episodios | Episodios | Lanzamiento original | Lanzamiento original |
| Temporada | Temporada | Episodios | Episodios | Primera emisión      | Última emisión       |
| --------- | --------- | --------- | --------- | -------------------- | -------------------- |
|           | 1         | 245       | 245       | 28 de enero de 2002  | 3 de enero de 2003   |
|           | 2         | 218       | 218       | 3 de marzo de 2003   | 2 de enero de 2004   |

## Disco de Martín Marquesi
El ficticio personaje llamado Martín Marquesi era un cantante de cumbia, que lanzó su propio CD de música, gracias a la compañía Warner Music. Contenía 12 temas y fue lanzado al mercado en junio de 2003, y el tema más conocido se llamó "Yo sé".

## Teatro
En vacaciones de invierno de 2002 se realizó la versión teatral del ciclo, protagonizada por Miguel Ángel Rodríguez, Millie Stegman, Mariano Martínez y Nicolás Cabré. Además contó con las actuaciones de Mario Pasik, Florencia Bertotti, Marcela Klosterboer, Claudia Fontan y Berugo Carambula como Wilson.

## Versiones en otros países
| País   | Nombre                             | Estreno             | Final                   | Canal     | Episodios | Notas                              |
| ------ | ---------------------------------- | ------------------- | ----------------------- | --------- | --------- | ---------------------------------- |
| Chile  | Buen partido                       | 5 de agosto de 2002 | 23 de diciembre de 2002 | Canal 13  | 95        | Producida por Pol-ka y Chilefilms. |
| España | Tres son multitud                  | 7 de julio de 2003  | 25 de julio de 2003     | Telecinco | 15        | Producida por Globomedia           |
| México | Dos chicos de cuidado en la ciudad | 21 de julio de 2003 | 18 de junio de 2004     | TV Azteca | 200       |                                    |

## Premios

### Premios Martín Fierro
| Año  | Categoría                                  | Receptor                                              | Resultado |
| ---- | ------------------------------------------ | ----------------------------------------------------- | --------- |
| 2002 | Mejor Telecomedia                          | Mejor Telecomedia                                     | Ganadora  |
| 2002 | Mejor Director                             | Rodolfo Antúnez Daniel De Felippo                     | Nominados |
| 2002 | Mejor Autor / Libretista                   | Jorge Maestro Ernesto Korovsky                        | Nominados |
| 2002 | Mejor Actor - Comedia                      | Mariano Martínez                                      | Nominado  |
| 2002 | Mejor Actor - Comedia                      | Miguel Ángel Rodríguez                                | Ganador   |
| 2002 | Mejor Actor - Comedia                      | Nicolás Cabré                                         | Nominado  |
| 2002 | Mejor Actriz - Comedia                     | Florencia Bertotti                                    | Ganadora  |
| 2002 | Mejor Actriz - Comedia                     | Millie Stegman                                        | Nominada  |
| 2002 | Actor de Reparto                           | Berugo Carámbula                                      | Nominado  |
| 2002 | Actriz de Reparto                          | Carla Peterson                                        | Nominada  |
| 2002 | Actriz de Reparto                          | Claudia Fontán                                        | Nominada  |
| 2002 | Revelación                                 | Atilio Pozzobón                                       | Nominado  |
| 2002 | Revelación                                 | Lola Berthet                                          | Ganadora  |
| 2002 | Mejor Canción Original                     | Son Amores interpretado por Los Auténticos Decadentes | Nominados |
| 2003 | Mejor Telecomedia                          | Mejor Telecomedia                                     | Nominada  |
| 2003 | Mejor Actor - Comedia                      | Nicolás Cabré                                         | Nominado  |
| 2003 | Mejor Actriz - Comedia                     | Florencia Bertotti                                    | Ganadora  |
| 2003 | Mejor Actriz - Comedia                     | Gabriela Toscano                                      | Nominada  |
| 2003 | Participación Especial en Ficción Femenina | China Zorrilla                                        | Ganadora  |

### Premios Clarín
| Año  | Categoría                      | Receptor                       | Resultado |
| ---- | ------------------------------ | ------------------------------ | --------- |
| 2002 | Mejor Ficción Diaria - Comedia | Mejor Ficción Diaria - Comedia | Ganadora  |
| 2002 | Revelación Femenina            | Carla Peterson                 | Ganadora  |
| 2002 | Revelación Femenina            | Lola Berthet                   | Ganadora  |
| 2002 | Revelación Masculina           | Facundo Espinosa               | Ganador   |
| 2002 | Revelación Masculina           | Nicolás Vázquez                | Nominado  |
| 2003 | Mejor Actriz - TV              | Florencia Bertotti             | Ganadora  |

## Sucesión de tiras diarias dePol-ka Producciones
| Predecesor: ''El sodero de mi vida'' | ''Son amores'' 2002/2004 | Sucesor: ''Los pensionados'' |